# Dachverband Schweizer Verteilnetzbetreiber
Der Schweizer Strom-Verteilnetzbetreiber (DSV) ist der Branchenverband der lokalen und regionalen Strom-Verteilnetzbetreiber in der Schweiz. Seine kantonalen Delegierten und die Vorstände vertreten kleine und mittlere Netzbetreiber bei Behörden, Politik und in anderen Branchenverbänden auf nationaler Ebene. Der DSV wurde am 13. Juni 2006 gegründet; der Sitz der Geschäftsstelle ist in Wildegg.

## Vision
Der DSV setzt sich dafür ein, dass schlanke Regulierungen für effiziente Verteilnetzbetreiber geschaffen werden.

## Leitbild
- Der DSV setzt sich für sichere, zuverlässige und effiziente Verteilnetze in der Schweiz ein.
- Der DSV bündelt die Anliegen der Verteilnetzbetreiber und bringt diese auf nationaler Ebene ein.
- Der DSV vertritt seine Interessen über das etablierte Beziehungsnetz der Verteilnetzbetreiber.
- Der DSV ist ein schlanker, professionell geführter Verband und erbringt seine Leistungen vorausschauend.
- Der DSV baut auf die aktive Unterstützung durch seine Mitglieder.

## Geschichte
Im Jahr 2000 wurde der Betriebsleiterverband Ostschweizerischer Gemeindeelektrizitätswerke (BOG) gegründet. Fünf Jahre später, 2005, kommunizierten die kantonalen Elektrizitätsversorgungs-Verbände (BEV, BOG, ESA, VAS, VBE, VKE und VTE) zum ersten Mal gemeinsam gegenüber der schweizerischen Politik. Im Jahr 2006 wurde schliesslich der BOG an der Gründerversammlung vom 13. Juni 2006 in den Dachverband Schweizer Verteilnetzbetreiber umgewandelt.

## Mitglieder
Mitglieder beim DSV sind 5 Kantonalverbände, in welchen wiederum rund 450 lokale und regionale Verteilnetzbetreiber aus der ganzen Schweiz organisiert sind. Sie sind für rund 1/3 der in der Schweiz gelieferten Energie verantwortlich und beliefern 2 Millionen Endkundinnen und Endkunden mit Strom. Verteilnetzbetreiber ohne eigenen Kantonalverband sind als Direktmitglieder dem DSV angeschlossen.

## Organisation
Eine starke DSV-Geschäftsstelle koordiniert unabhängig die Aktivitäten auf nationaler Ebene. Die kantonalen Delegierten und die DSV-Vorstände haben Einsitz in zahlreiche andere wichtige Gremien der Stromversorgung und sind in der Strombranche bestens vernetzt und sichern eine breit abgestützte Meinungsvielfalt. Die DSV-Organisation vertritt die Meinungen der lokalen und regionalen Netzbetreiber bei Behörden, Politik und in anderen Branchenverbänden gegen aussen. Der DSV wiederum ist Mitglied beim Verband Schweizer Elektrizitätsunternehmen (VSE).

## Publikationen und Veranstaltungen
Das jährlich stattfindende DSV-Forum ist der Treffpunkt für alle Verteilnetzbetreiber und an dessen Themen interessierten Personen. Am Forum wird über aktuelle Entscheidungen informiert und über Entwicklungen gesprochen. Des Weiteren erscheint monatlich ein DSV-Newsletter.